# Макија (Салерно)
Макија (итал. Macchia) је насеље у Италији у округу Салерно, региону Кампанија.
Према процени из 2011. у насељу је живело 1933 становника. Насеље се налази на надморској висини од 138 м.